# Landon Collins
Landon Collins (New Orleans, 10 gennaio 1994) è un giocatore di football americano statunitense che milita nel ruolo di strong safety per il Washington Football Team della National Football League (NFL). Al college ha giocato a football ad Alabama.

## Carriera universitaria
Dopo aver giocato per la Dutchtown High School, presso la quale si cimentò non solo nel football americano (sport nel quale fu High School All-American nel 2011) ma anche in varie discipline dell'atletica leggera, Collins, considerato da Rivals.com il 2º miglior prospetto della classe di reclutamento del 2012 nel ruolo di safety, decise di optare per l'Università dell'Alabama nonostante offerte pervenutegli anche da altre università come Auburn, Florida, Florida State, Georgia, Georgia Tech, LSU, Tennessee, Texas, Texas A&M ed USC.
Nel suo anno da freshman, Collins ebbe un ruolo di secondo piano in seno ai Crimson Tide, con la cui maglia prese parte a tutte e 14 le gare ma partendo sempre come riserva nel ruolo di safety. Viceversa egli ebbe un ruolo di primo piano negli special team, dove diede un sostanziale contributo guidando Bama con 10 tackle ed un punt bloccato. In quella stessa stagione egli si laureò campione NCAA, sconfiggendo assieme ai compagni di squadra Notre Dame per 42-14, in una gara in cui Collins mise anche la sua firma con 3 tackle solitari. L'anno seguente divenne lo strong safety titolare dopo l'infortunio del compagno di squadra Vinnie Sunseri: in tale ruolo egli disputò 6 partite come titolare, mentre altre 3 le aveva precedentemente disputate come dime back titolare. Collins chiuse la stagione con 70 tackle (secondo miglior risultato stagionale tra i Crimson Tide), 2 fumble forzati, 2 fumble recuperati e 2 intercetti (di cui uno ritornato per 89 yard in touchdown contro Tennessee, quando mancavano soli 12 secondi alla fine del 2º quarto). Egli guidò inoltre Bama sia in tackle messi a segno negli special team (10, 3 in copertura sui punt e 7 in copertura sui kickoff) che in passaggi deviati (6). Al termine della stagione fu inserito dall'Associated Press nel Second team All-SEC.
Nel 2014, con l'addio di Vinnie Sunseri, Collins divenne definitivamente lo strong safety di riferimento nella difesa dei Crimson Tide, che guidò con 103 tackle. Egli mise inoltre a segno 10 passaggi deviati, 3 intercetti, un fumble forzato e 2 recuperati, numeri che a fine stagione gli permisero di essere unanimemente eletto All-American, oltre che inserito nel First-team All-SEC.
Vittorie e riconoscimenti
- BCS National Championship Game (2012)
- SEC Championship Game (2012, 2014)
- Unanimous All-American (2014
- First-team All-SEC (2014)
- Second-team All-SEC (2013)

## Carriera professionistica

### New York Giants
Considerato la miglior safety selezionabile al Draft NFL 2015 ed inserito tra i prospetti che avrebbero potuto essere selezionati durante il primo giro, Collins fu scelto con la prima chiamata del secondo giro (33º assoluto) dai New York Giants. Debuttò come professionista partendo come titolare nella gara del primo turno contro i Dallas Cowboys in cui mise a segno 4 tackle. Il primo intercetto in carriera fu nella settimana 6 su Sam Bradford dei Philadelphia Eagles. La sua prima stagione si chiuse con 112 tackle, disputando tutte le 16 partite come titolare. La Pro Football Writers Association lo inserì nella formazione ideale dei rookie.
Alla fine del novembre 2016, Collins fu premiato come difensore della NFC del mese dopo avere fatto registrare 30 tackle, un sack e tre intercetti, coi Giants che vinsero tutte e quattro le loro partite. A fine stagione fu convocato per il primo Pro Bowl in carriera e inserito nel First-team All-Pro dopo avere messo a segno 125 tackle, 4 sack e 5 intercetti.
Nell'undicesimo turno del 2017 Collins mise a segno un massimo stagionale di 15 tackle, oltre a un intercetto su Alex Smith, consentendo ai Giants di battere i Kansas City Chiefs ai supplementari e venendo premiato come difensore della settimana.  A fine stagione fu convocato per il suo secondo Pro Bowl.

### Washington Redskins
Divenuto free agent, Collins firmò un contratto di sei anni per un valore di 84 milioni di dollari con i Washington Redskins il 13 marzo 2019. Nel sesto turno fu premiato come difensore della NFC della settimana per la sua prestazione contro i Miami Dolphins in cui fece registrare 12 tackle, un sack, 2 passaggi deviati e un fumble forzato nella vittoria per 17-16.

## Palmarès
- Convocazioni al Pro Bowl: 3

2016, 2017, 2018
- First-team All-Pro: 1

2016
- Difensore della NFC del mese: 1

novembre 2016
- Difensore della NFC della settimana: 4

7ª e 9ª del 2016, 11ª del 2017, 6ª del 2019
- PFWA All-Rookie Team - 2015